# Telmatoscopus consentanea
Telmatoscopus consentanea és una espècie d'insecte dípter pertanyent a la família dels psicòdids.

## Descripció
- Mascle: occipuci arrodonit, però amb una lleugera protuberància a l'apex; antenes d'1,37 mm de longitud i amb l'escap una mica més llarg que el pedicel; membranes alars pàl·lides, d'1,87 mm de llargada i 0,80 d'amplada i amb la nervadura lleument esclerotitzada; edeagus ample i asimètric.
- La femella no ha estat encara descrita.[3]

## Distribució geogràfica
Es troba a Indonèsia: Papua Occidental.